# Parasitus intermedius
Parasitus intermedius är en spindeldjursart som först beskrevs av Berlese 1882.  Parasitus intermedius ingår i släktet Parasitus och familjen Parasitidae. Inga underarter finns listade i Catalogue of Life.